# Geranomyia pleuropalloris
Geranomyia pleuropalloris is een tweevleugelige uit de familie steltmuggen (Limoniidae). De soort komt voor in het Oriëntaals gebied.